# آلسوفیلا
آلسوفیلا (انگلیسی: Alsophila havilandii) 
گونه ای از سرخس درختی بومی پارک ملی کینالبو در بورنئو است، و در جنگل در ارتفاع ۲۴۰۰-۳۰۰۰ متر رشد می‌کند.